# نادي بالميراس (كرة سلة)
نادي بالميراس هو فريق كرة سلة برازيلي تأسس في 1914. يلعب في الدوري البرازيلي لكرة السلة.

## وصلات خارجية
- الموقع الإلكتروني